# Портоферрайо
Портоферрайо (итал. Portoferraio — «порт железа») — коммуна в Италии на острове Эльба, располагается в регионе Тоскана, в провинции Ливорно. Главный город и порт Тосканского архипелага.

## История
Город был основан в 1548 году великим герцогом тосканским Козимо I Медичи с оборонительной целью, чтобы предупреждать нападения на свои территории на материке.
Крепость сохранилась по наши дни и открыта для туристов.
В городе есть музей Наполеона.

## Описание
Население составляет 12 136 человек (2008), плотность населения — 256 чел./км².
Остров занимает площадь 47 км².
Почтовый индекс — 57037. Телефонный код — 0565.
Покровителем коммуны почитается святой Кристин, празднование 29 апреля.